# Germán Mandarino
Germán Mandarino (Morón, Buenos Aires, Argentina; 13 de diciembre de 1984) es un volante derecho y juega actualmente en barracas central

## Trayectoria
Debutó en la temporada 2007/08 en General Lamadrid con buenas actuaciones. Después, en el 2009 Tristán Suárez, dirigido por Salvador Aurelio Pasini, lo contrató pero no tuvo mucha continuidad. Con 6 meses de inactividad en el lechero, Fabián Nardozza lo contrató para su equipo, Acasusso. En la temporada 2010/11, es fichado por el Almirante Brown de Giunta en la [B Nacional]. Fue contratado por Quilmes para afrontar la temporada 2011/12 de la Primera B Nacional en donde logró conseguir el ascenso a la Primera División. Cuando todo parecía que Germán no seguiría en Quilmes finalmente firmó con el club. En julio de 2013 se incorpora a Club Atlético Huracán donde todavía se desempeña.

## Clubes
| Club                  | País      | Año           | PJ | Goles |
| --------------------- | --------- | ------------- | -- | ----- |
| General Lamadrid      | Argentina | 2007 - 2008   | 56 | 11    |
| Tristán Suárez        | Argentina | 2009          | 19 | 2     |
| Acassuso              | Argentina | 2009 - 2010   | 39 | 10    |
| Almirante Brown       | Argentina | 2010 - 2011   | 32 | 2     |
| Quilmes               | Argentina | 2011-2013     | 42 | 3     |
| Club Atlético Huracán | Argentina | 2013-2016     | 54 | 1     |
| Barracas Central      | Argentina | 2016-presente | 14 | 4     |

## Palmarés

### Campeonatos nacionales
| Título         | Club    | País      | Año     |
| -------------- | ------- | --------- | ------- |
| Copa Argentina | Huracán | Argentina | 2013/14 |